# Зенневейнен
Зенневейнен (нід. Zennewijnen) — селище в нідерландській провінції Гелдерланд. Входить до муніципалітету Тіл. Перша згадка про селище датується 850  роком.

## Галерея

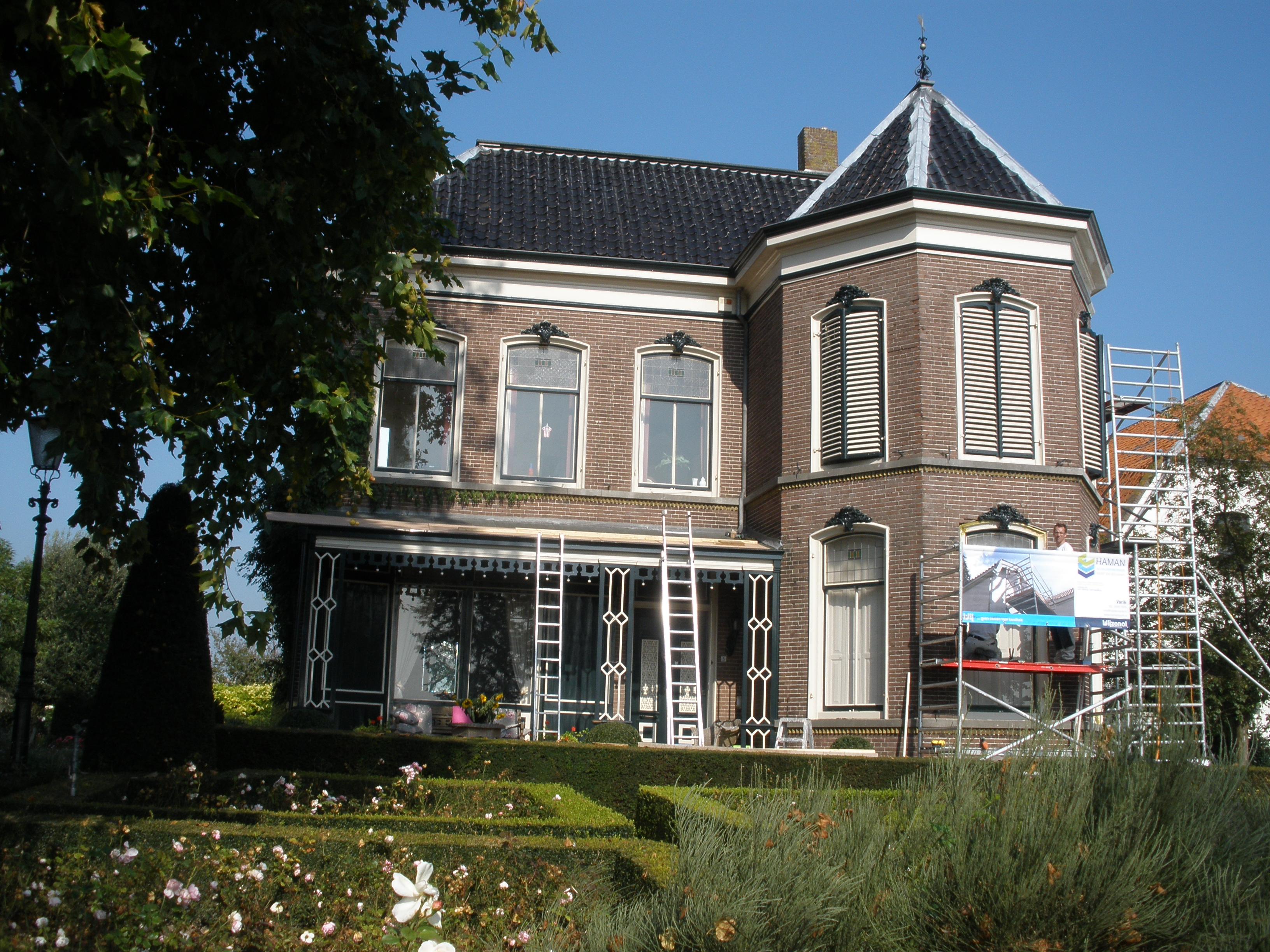
Вілла
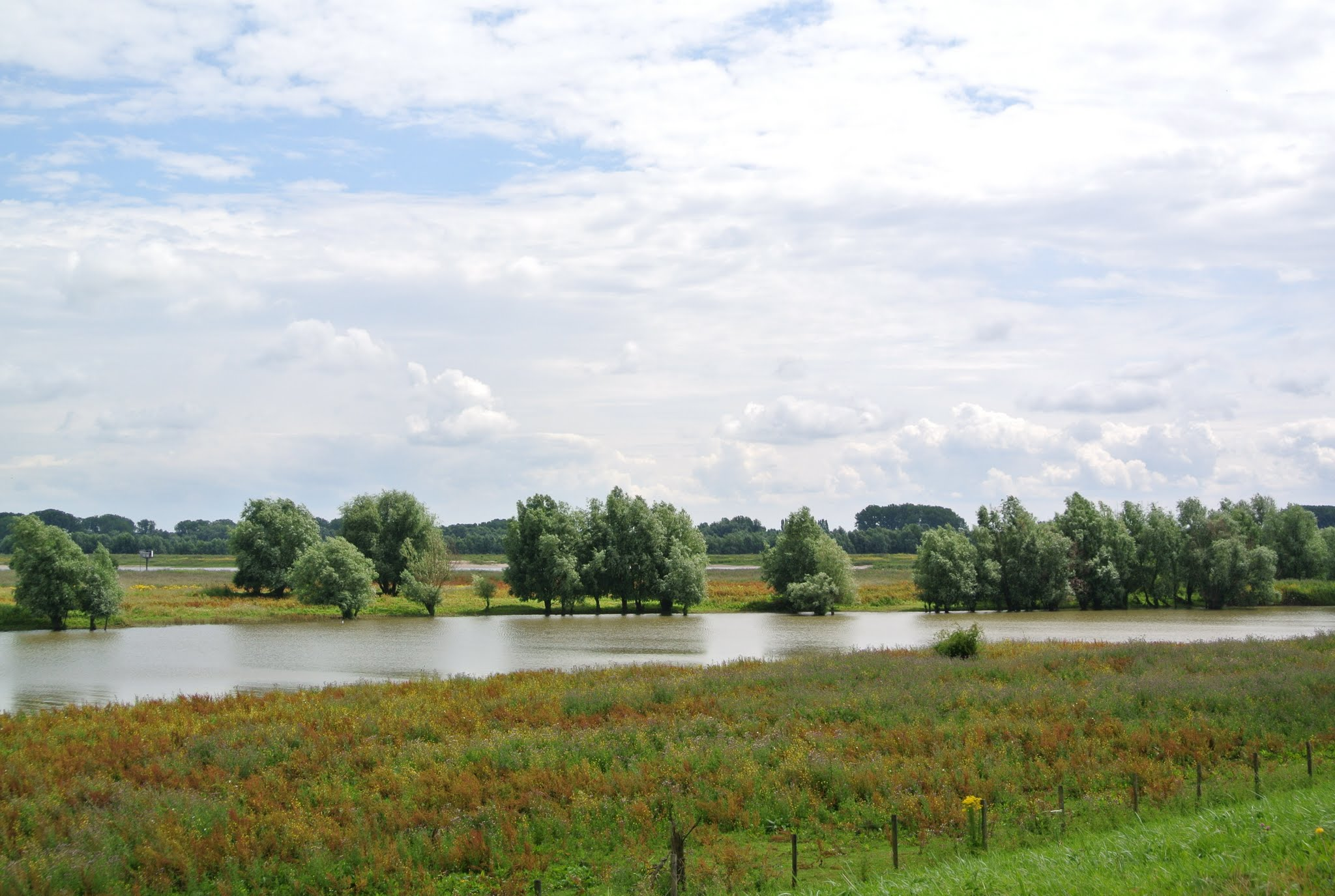
Сільський краєвид
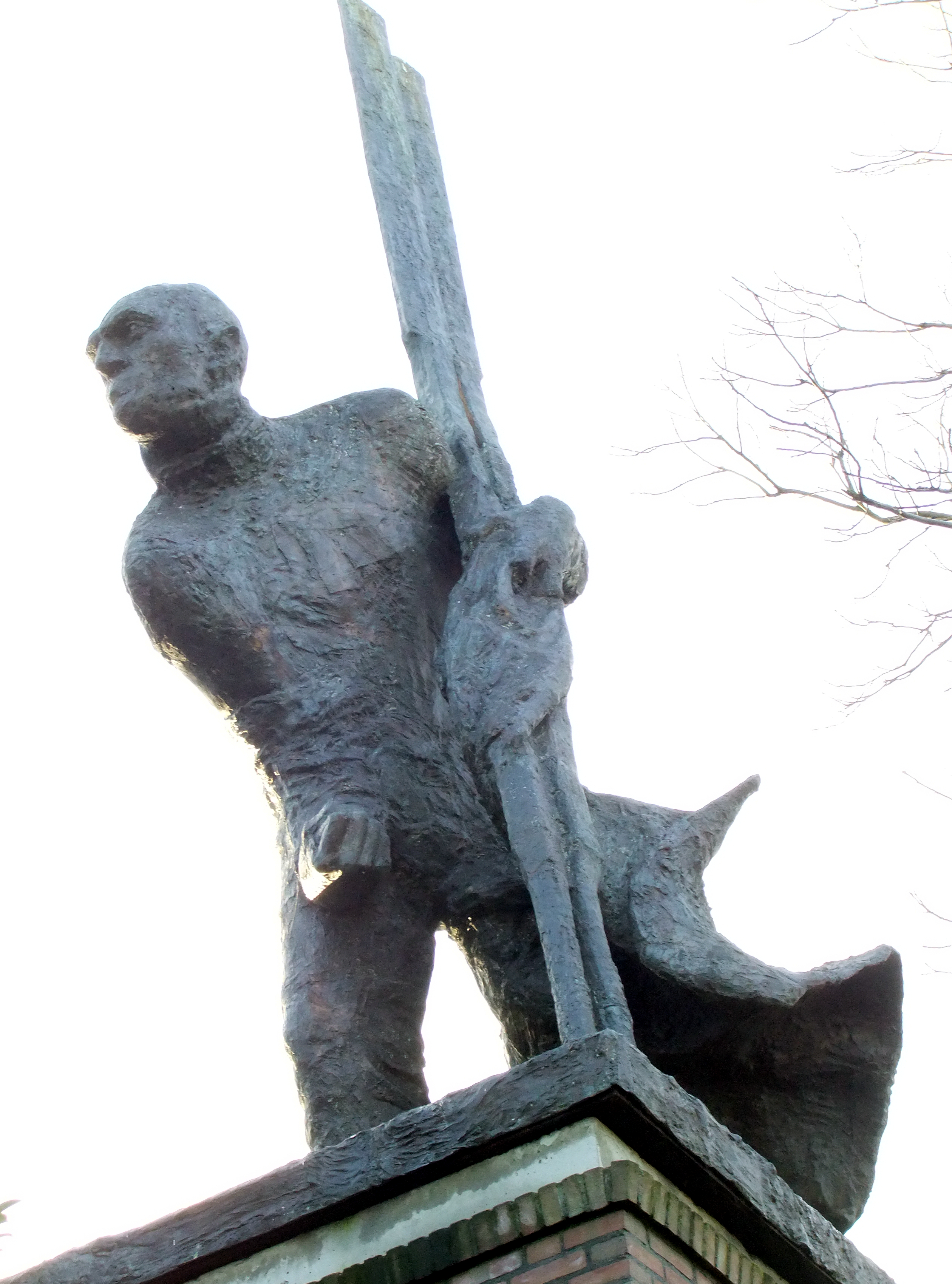
Статуя гребця